# Seznam italijanskih muzikologov
Seznam italijanskih muzikologov.

## B
- Abramo Basevi
- Severo Bonini

## C
- Mauro Campagnoli

## D
- Fedele D'Amico
- Giovanni Battista Doni

## F
- Paolo Fabbri
- Alberto Favara

## G
- Gianandrea Gavazzeni
- Armando Gentilucci
- Remo Giazotto (1910–1998)
- Vittorio Gui

## L
- Gioacchino Lanza Tomasi

## M
- Luigi Magnani
- Gian Francesco Malipiero

## N
- Giorgio Nataletti (1907-72), etnomuzikolog

## P
- Guido Pannain
- Pierluigi Petrobelli

## R
- Vito Raeli
- Piero Rattalino
- Ottorino Respighi

## S
- Antonio Salieri
- Roberto De Simone

## V
- Roman Vlad

## Z
- Gioseffo Zarlino (1517–1590)